# Handball-Bundesliga 2018-2019
L'Handball-Bundesliga 2018-2019 è stata la 69ª edizione del torneo di primo livello del campionato tedesco di pallamano maschile.
Il campionato è stato vinto per la terza volta nella sua storia, e per la seconda volta consecutiva, dal SG Flensburg-Handewitt.

## Squadre partecipanti
Partecipano 18 squadre da tutta la Germania. Di queste, 16 sono qualificate dalla stagione 2017–18 mentre le altre due sono promosse dalla 2. Handball-Bundesliga: Bergischer HC, i campioni e SG BBM bietigheim come seconda.
| Squadra              | Città                | Arena                         | Capacità     |
| -------------------- | -------------------- | ----------------------------- | ------------ |
| Füchse Berlino]      | Berlino              | Max-Schmeling-Halle           | 9,000        |
| Bergischer           | Solingen             | Klingenhalle Uni-Halle        | 3,200 2,600  |
| Bietigheim           | Bietigheim-Bissingen | Arena Ludwigsburg             | 3,800        |
| Stoccarda            | Bittenfeld           | SCHARRena Porsche-Arena       | 2,251 6,211  |
| Erlangen             | Erlangen             | Arena Nürnberger Versicherung | 8,308        |
| Flensburg-Handewitt  | Flensburgo           | Flens-Arena                   | 6,300        |
| Friesenheim          | Ludwigshafen         | Friedrich-Ebert-Halle         | 2,250        |
| Frisch Auf Göppingen | Göppingen            | EWS Arena                     | 5,600        |
| Gummersbach          | Gummersbach          | Schwalbe-Arena Lanxess Arena  | 4,132 19,500 |
| Hannover-Burgdorf    | Hannover             | Swiss Life Hall               | 9,850 4,150  |
| Kiel                 | Kiel                 | Sparkassen-Arena              | 10,285       |
| Lipsia               | Lipsia               | Arena Leipzig                 | 6,327        |
| Lemgo                | Lemgo                | Lipperlandhalle               | 4,790        |
| Magdeburgo           | Magdeburgo           | GETEC Arena                   | 6,800        |
| Melsungen            | Melsungen            | Rothenbach-Halle              | 4,300        |
| Minden               | Minden               | Kampa-Halle                   | 4,059        |
| Rhein-Neckar Löwen   | Mannheim             | SAP Arena                     | 13,200       |
| Wetzlar              | Wetzlar              | Rittal Arena Wetzlar          | 4,421        |

## Classifica
| Pos | Squadra                | G  | V  | N | P  | GF   | GS  | DG   | Pt | Qualificazione o retrocessione |
| --- | ---------------------- | -- | -- | - | -- | ---- | --- | ---- | -- | ------------------------------ |
| 1   | SG Flensburg-Handewitt | 34 | 32 | 0 | 2  | 958  | 768 | +190 | 64 | Champions League               |
| 2   | THW Kiel               | 34 | 31 | 0 | 3  | 1018 | 806 | +212 | 62 | Champions League               |
| 3   | SC Magdeburgo          | 34 | 27 | 0 | 7  | 1010 | 867 | +143 | 54 | EHF Cup                        |
| 4   | Rhein-Neckar Löwen     | 34 | 24 | 2 | 8  | 960  | 851 | +109 | 50 | EHF Cup                        |
| 5   | MT Melsungen           | 34 | 21 | 0 | 13 | 922  | 900 | +22  | 42 | EHF Cup                        |
| 6   | Füchse Berlino         | 34 | 19 | 0 | 15 | 923  | 898 | +25  | 38 |                                |
| 7   | Bergischer HC          | 34 | 18 | 2 | 14 | 891  | 880 | +11  | 38 |                                |
| 8   | Frisch Auf Göppingen   | 34 | 17 | 2 | 15 | 901  | 899 | +2   | 36 |                                |
| 9   | HC Erlangen            | 34 | 14 | 2 | 18 | 853  | 881 | −28  | 30 |                                |
| 10  | HSG Wetzlar            | 34 | 14 | 1 | 19 | 859  | 883 | −24  | 29 |                                |
| 11  | SC DHfK Leipzig        | 34 | 12 | 3 | 19 | 861  | 871 | −10  | 27 |                                |
| 12  | TBV Lemgo              | 34 | 11 | 4 | 19 | 861  | 885 | −24  | 26 |                                |
| 13  | TSV Hannover-Burgdorf  | 34 | 12 | 2 | 20 | 935  | 960 | −25  | 26 |                                |
| 14  | GWD Minden             | 34 | 12 | 1 | 21 | 941  | 976 | −35  | 25 |                                |
| 15  | TVB 1898 Stuttgart     | 34 | 10 | 3 | 21 | 911  | 998 | −87  | 23 |                                |
| 16  | TSG Friesenheim        | 34 | 5  | 4 | 25 | 802  | 955 | −153 | 14 |                                |
| 17  | VfL Gummersbach        | 34 | 6  | 2 | 26 | 809  | 963 | −154 | 14 | Retrocessione                  |
| 18  | SG BBM Bietigheim      | 34 | 6  | 2 | 26 | 809  | 983 | −174 | 14 | Retrocessione                  |

## Risultati
|                        | BRG   | BER   | BIE   | ERL   | FLE   | FRI   | GÖP   | GUM   | HAN   | KIE   | LEI   | LEM   | MAG   | MEL   | MIN   | RNL   | STU   | WET   |
| ---------------------- | ----- | ----- | ----- | ----- | ----- | ----- | ----- | ----- | ----- | ----- | ----- | ----- | ----- | ----- | ----- | ----- | ----- | ----- |
| Bergischer HC          | —     | 28–26 | 26–23 | 35–26 | 24–27 | 27–23 | 25–28 | 30–28 | 25–22 | 23–27 | 27–23 | 35–26 | 23–27 | 25–24 | 26–21 | 25–30 | 29–28 | 26–22 |
| Füchse Berlino         | 26–22 | —     | 30–26 | 26–25 | 25–30 | 32–20 | 29–33 | 25–19 | 29–28 | 29–30 | 26–23 | 29–23 | 27–24 | 24–26 | 29–27 | 34–33 | 25–30 | 25–27 |
| SG BBM Bietigheim      | 21–28 | 28–36 | —     | 24–26 | 20–33 | 27–18 | 30–29 | 25–25 | 29–27 | 21–32 | 15–24 | 25–23 | 29–33 | 24–33 | 28–30 | 21–36 | 19–28 | 26–26 |
| HC Erlangen            | 26–18 | 22–27 | 27–25 | —     | 26–27 | 26–22 | 24–25 | 30–22 | 25–25 | 21–30 | 24–23 | 28–25 | 26–25 | 24–25 | 25–29 | 23–23 | 31–25 | 27–20 |
| SG Flensburg-Handewitt | 25–23 | 26–18 | 31–22 | 28–18 | —     | 35–23 | 26–15 | 28–20 | 29–28 | 26–25 | 27–21 | 33–24 | 26–25 | 30–24 | 35–28 | 27–20 | 29–21 | 30–29 |
| TSG Friesenheim        | 23–22 | 26–30 | 23–24 | 23–25 | 18–30 | —     | 23–32 | 26–27 | 25–27 | 19–26 | 27–24 | 20–19 | 27–38 | 22–27 | 31–30 | 21–28 | 23–23 | 25–29 |
| Frisch Auf Göppingen   | 27–30 | 21–18 | 31–27 | 25–23 | 23–28 | 30–26 | —     | 35–26 | 27–26 | 25–29 | 34–27 | 20–24 | 24–31 | 27–30 | 21–21 | 25–28 | 31–25 | 22–24 |
| VfL Gummersbach        | 22–29 | 20–29 | 28–21 | 25–27 | 23–33 | 20–20 | 22–26 | —     | 25–26 | 22–35 | 30–28 | 25–19 | 20–31 | 23–28 | 20–25 | 28–23 | 31–28 | 19–24 |
| TSV Hannover-Burgdorf  | 29–26 | 26–25 | 26–27 | 26–24 | 28–33 | 33–28 | 29–30 | 30–24 | —     | 25–32 | 30–28 | 27–27 | 26–31 | 29–36 | 30–25 | 28–30 | 33–22 | 23–25 |
| THW Kiel               | 32–24 | 26–22 | 34–20 | 27–21 | 20–18 | 37–21 | 28–26 | 31–25 | 30–26 | —     | 27–22 | 28–24 | 25–28 | 37–20 | 39–19 | 31–28 | 32–19 | 29–19 |
| SC DHfK Leipzig        | 25–25 | 32–27 | 31–24 | 26–25 | 20–21 | 28–22 | 29–25 | 28–18 | 31–26 | 24–25 | —     | 22–22 | 24–25 | 26–29 | 26–25 | 28–26 | 26–27 | 21–25 |
| TBV Lemgo              | 22–22 | 34–30 | 40–27 | 31–23 | 21–23 | 23–23 | 25–30 | 30–16 | 26–31 | 26–34 | 24–20 | —     | 22–23 | 28–26 | 23–25 | 23–25 | 29–24 | 25–24 |
| SC Magdeburgo          | 32–27 | 25–27 | 23–19 | 31–25 | 24–23 | 35–26 | 28–29 | 29–24 | 34–23 | 35–30 | 28–20 | 29–24 | —     | 32–24 | 40–31 | 29–32 | 37–30 | 30–25 |
| MT Melsungen           | 26–23 | 26–22 | 31–24 | 27–26 | 18–24 | 30–26 | 25–22 | 33–27 | 28–25 | 25–29 | 35–27 | 31–27 | 23–28 | —     | 26–21 | 23–26 | 24–26 | 26–24 |
| GWD Minden             | 32–35 | 27–28 | 30–26 | 29–22 | 28–31 | 29–28 | 28–29 | 40–28 | 29–32 | 29–37 | 24–26 | 27–30 | 25–29 | 32–27 | —     | 26–31 | 38–25 | 24–22 |
| Rhein-Neckar Löwen     | 26–20 | 28–25 | 30–15 | 29–26 | 23–26 | 26–29 | 33–27 | 30–24 | 29–23 | 24–27 | 24–24 | 28–21 | 28–22 | 34–26 | 32–29 | —     | 34–29 | 31–21 |
| TBV 1898 Stuttgart     | 30–31 | 33–34 | 31–26 | 26–28 | 20–30 | 26–26 | 26–26 | 31–30 | 37–34 | 27–30 | 29–32 | 25–23 | 27–40 | 30–26 | 30–31 | 20–26 | —     | 30–28 |
| HSG Wetzlar            | 25–27 | 24–29 | 24–21 | 27–28 | 23–30 | 30–19 | 26–21 | 30–23 | 29–28 | 23–27 | 23–22 | 27–28 | 26–31 | 26–34 | 31–27 | 25–26 | 26–23 | —     |